# PQ–5-ös konvoj
A PQ–5-ös konvoj egy hajókaraván volt a második világháborúban, amelyet a szövetségesek a Szovjetunióba indítottak. A 7 kereskedelmi hajó és kísérőik 1941. november 27-én indultak útnak az izlandi Hvalfjörðurból, és december 13-án valamennyien megérkeztek Arhangelszkbe. A PQ kód azt jelentette, hogy a rakomány nyugatról tart a Szovjetunióba, az 5 a sorszámát jelöli.

## A hajók

### Kereskedelmi hajók
| A hajó neve      | Nemzetisége        | Vízkiszorítása (brt) |
| ---------------- | ------------------ | -------------------- |
| Briarwood        | Egyesült Királyság | 4019                 |
| Chulmleigh       | Egyesült Királyság | 5445                 |
| Empire Stevenson | Egyesült Királyság | 6209                 |
| Komilesz         | Szovjetunió        | 3962                 |
| Petrovszkij      | Szovjetunió        | 3771                 |
| St. Clears       | Egyesült Királyság | 4312                 |
| Trehata          | Egyesült Királyság | 4817                 |

### Kísérőhajók
| A hajó neve      | Nemzetisége        | Típusa        |
| ---------------- | ------------------ | ------------- |
| HMS Bramble      | Egyesült Királyság | Aknaszedő     |
| HMS Hazard       | Egyesült Királyság | Aknaszedő     |
| HMS Hebe         | Egyesült Királyság | Aknaszedő     |
| HMS Seagull      | Egyesült Királyság | Aknaszedő     |
| HMS Sharpshooter | Egyesült Királyság | Aknaszedő     |
| HMS Sheffield    | Egyesült Királyság | Könnyűcirkáló |